# Брауэр, Фридрих Мориц
Фридрих Мориц Брауэр (нем. Friedrich Moritz Brauer; 12 мая 1832—29 декабря 1904, Вена) — известный австрийский энтомолог.

## Биография
Фридрих Мориц Брауэр родился 12 мая 1832 года в городе Вене в семье богатого книготорговца. В шестилетнем возрасте он начал собирать собственную коллекцию насекомых. В возрасте четырнадцати лет он приобрел коллекцию тропических насекомых, которую он начал идентифицировать, сравнивая их с коллекциями Венского музея естественной истории. В 1861 году он был принят в Музей для управления коллекциями моллюсков. В 1874 году он получил звание профессора, в 1876 году он был назначен попечителем музейных коллекций насекомых, а в 1898 году он стал директором музея, где он занимал должность до своей смерти. С 1884 года он был также профессором в Венском университете.
Исследования Брауэра касались двукрылых, сетчатокрылых и стрекоз.

## Публикации
Из многочисленных сочинений его наиболее ценны: «Monographie der Oestriden» (Вена, 1863); «Beiträge zur Kenntniss der inneren Baues und der Verwandlung der Neuropteren» («Yerhandl. des Zool.-botan. Vereins in Wien», 1855); «Neuroptera austriaca» (вместе с Лёвом, Вена, 1857; есть русский перевод А. П. Богданова: Брауер и Лев, «Таблицы для определения сетчатокрылых», Москва, 1861); «Kurze Charakteristik der Dipterenlarven» («Verh. des Zool.-bot. Vereins in Wien», 1869); «Systematische Studien auf Grundlage der Dipterenlarven»; («Denks. Wien. Akad. Math.-Naturw. Ciasse», т. XLVII, 1883); «Die Zweiflügler des Kaiserlichen Museums zu Wien» («Denkschr. mathem.-naturw. Klasse d. Wien. Akademie», Вена, 1880) и многие другие.